# ده نواورزمان
دهنو آورزمان
دهنو آورزمان، روستایی از توابع بخش سامن شهرستان ملایر در استان همدان ایران است. از مشاغل این روستا می‌توان به منبت کاری، کشاورزی و دامپروری اشاره کرد. زبان مردم روستا لری ثلاثی است.

## جمعیت
این روستا در دهستان حرم رودسفلی قرار دارد و براساس سرشماری مرکز آمار ایران در سال ۱۳۸۵، جمعیت آن ۱٬۶۰۹ نفر (۴۴۶خانوار) بوده است.